# Gynoplistia skusei
Gynoplistia skusei är en tvåvingeart som beskrevs av Alexander 1926. Gynoplistia skusei ingår i släktet Gynoplistia och familjen småharkrankar. Inga underarter finns listade i Catalogue of Life.